# Bahr El Bakar
Bahr El Bakar är en ort i Egypten.   Den ligger i guvernementet ash-Sharqiyya, i den norra delen av landet, 130 km nordost om huvudstaden Kairo.